# Pterodrilus alcicornus
Pterodrilus alcicornus är en ringmaskart. Pterodrilus alcicornus ingår i släktet Pterodrilus och familjen Cambarincolidae. Inga underarter finns listade i Catalogue of Life.